# 27775 Lilialmanzor
27775 Lilialmanzor este un asteroid din centura principală de asteroizi.

## Descriere
27775 Lilialmanzor este un asteroid din centura principală de asteroizi. A fost descoperit pe 2 februarie 1992 la Observatorul La Silla de Eric Walter Elst. Asteroidul prezintă o orbită caracterizată de o semiaxă mare de 2,35 ua, o excentricitate de 0,06 și o înclinație de 6,5° în raport cu ecliptica.